# Castello di Feistritz
Il castello di Feistritz (Burg Feistritz in tedesco) si trova nel comune austriaco di Feistritz am Wechsel nel Distretto di Neunkirchen, in Bassa Austria e risale probabilmente al XII secolo.

## Storia

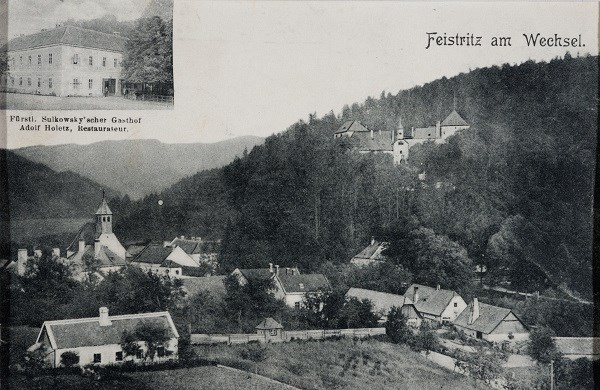
Il castello di Feistritz in un'immagine storica del 1910

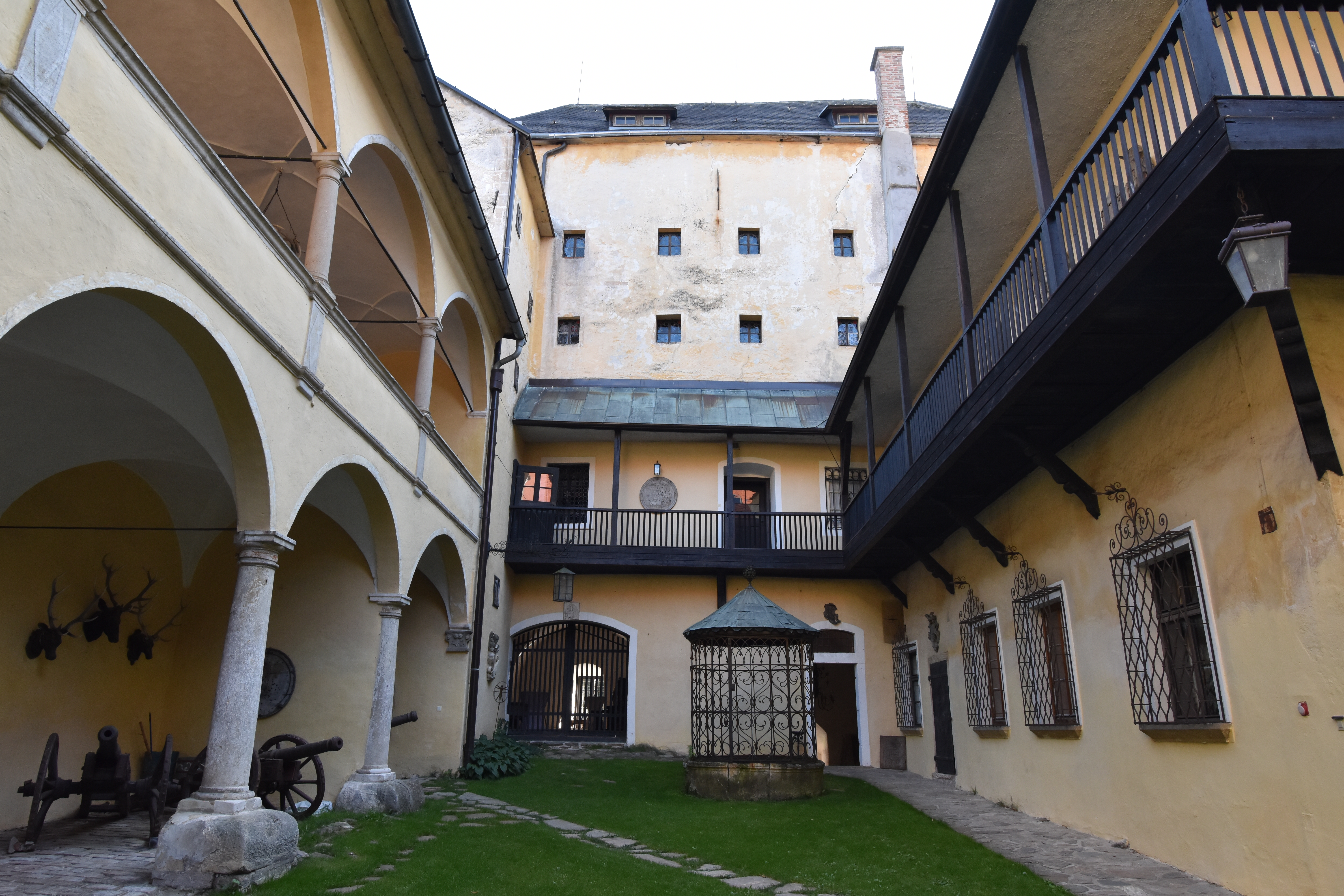
Cortile interno

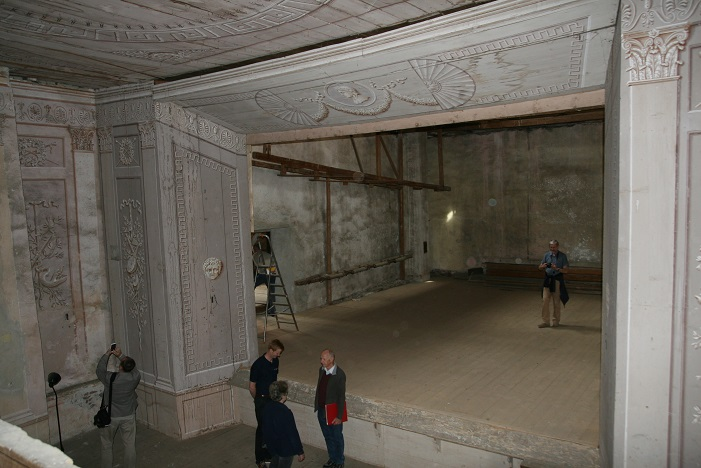
Teatro del castello in restauro

Il castello venne probabilmente edificato intorno alla metà del XII secolo. Tra i proprietari citati storicamente vi fu, all'inizio del XV secolo, Hertnit von Pottendorf. La famiglia Pottendorfer lasciava il castello in gestione da custodi e quando l'ultimo rappresentante maschio di questa famiglia morì, nel 1488, la proprietà andò a Christian IV von Zinzendorf che aveva sposato una Pottendorfer. Nel 1537 appartenne a Christoph Rabenessel von Schönegg e dieci anni più tardi a Wilhelm von Rottal nel 1547. L'ultimo Rottal fu il minorenne Hans Ehrenreich. Verso la fine del XVII secolo l'antico castello venne parzialmente ricostruito ed ammodernato. Si succedettero altri proprietari sino a quando, nel 1815, l'industriale Josef von Dietrich lo acquistò e ne fece rimodellare la forma adattandola agli ideali del romanticismo. Negli anni successivi lentamente la struttura conobbe un lento abbandono sino a quando, nel 1922, il nuovo proprietario Maximilian Mautner fece iniziare il suo restauro ma non poté ultimarlo perché diversi anni dopo fuggì negli Stati Uniti d'America. Dopo la seconda guerra mondiale venne occupato dall'Armata Rossa e fu utilizzato come mensa degli ufficiali russi. Venne restituto ai proprietari austriaci solo nel 1955. Dal 1965 appartiene alla famiglia Reichhold.

## Descrizione
Il castello di Feistritz, che si trova a circa 80 km da Vienna e domina dall'alto il comune austriaco di Feistritz am Wechsel, è aperto al pubblico per conferenze e seminari.